# Celeste Yarnall
Celeste Jeanne Yarnall (Long Beach, Kalifornia 1944. július 26. – Westlake Village, Kalifornia, 2018. október 7.) amerikai színésznő.

## Filmjei
Mozifilmek
- Dilidoki (The Nutty Professor) (1963)
- Under the Yum Yum Tree (1963)
- Around the World Under the Sea (1966)
- Élj egy kicsit, szeress egy kicsit (Live a Little, Love a Little) (1968)
- Eve (1968)
- Bob és Carol és Ted és Alice (Bob & Carol & Ted & Alice) (1969)
- The Velvet Vampire (1971)
- Beast of Blood (1971)
- Mestergyilkos (The Mechanic) (1972)
- Scorpio (1973)
- Végzetes szépség (Fatal Beauty) (1987)
- Bolondosan a szerelemről (Funny About Love) (1990)
- Kicsi kocsi Hollywoodban (Trabbi Goes to Hollywood) (1991)
- Most jövök a falvédőről (Born Yesterday) (1993)
- Midnight Kiss (1993)

Tv-sorozatok
- The Adventures of Ozzie & Harriet (1962, egy epizódban)
- My Three Sons (1962–1963, két epizódban)
- The Man from U.N.C.L.E. (1966, egy epizódban)
- Star Trek (1967, egy epizódban)
- It Takes a Thief (1968, egy epizódban)
- Hogan's Heroes (1968, két epizódban)
- Land of the Giants (1968, egy epizódban)
- Mannix (1969, egy epizódban)
- Columbo (1971, egy epizódban)
- Star Trek: Of Gods and Men (2006)